# Dieter Rams

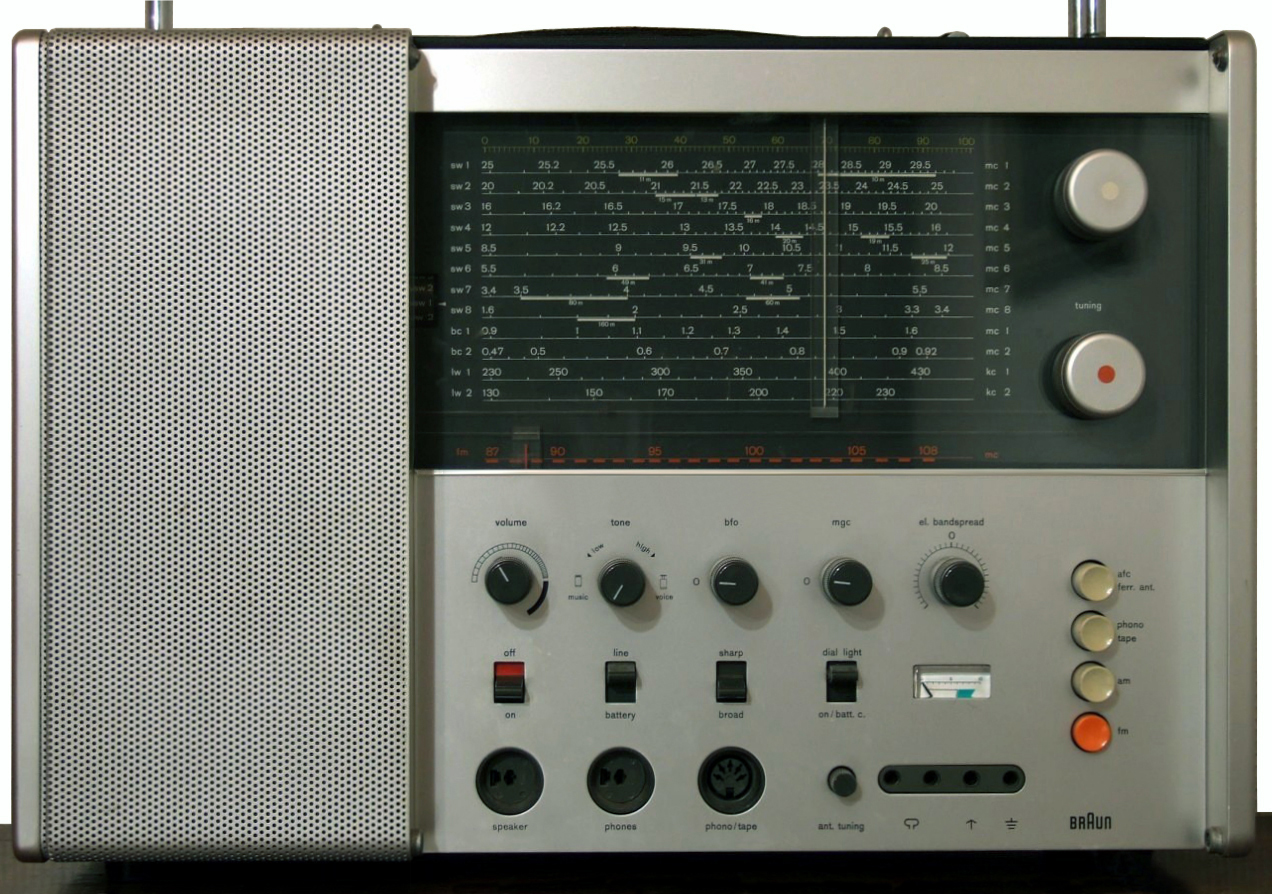
Braun T 1000

Dieter Rams (Wiesbaden, 20 mei 1932) is een Duitse meubelmaker, architect en industrieel vormgever. Door de wijze waarop Rams deze beroepen combineert is hij een van de meest gerenommeerde productdesigners van Duitsland.
Rams studeerde van 1947 tot 1953 architectuur en binnenhuisarchitectuur aan de Werkkunstschule in Wiesbaden. In 1948 deed hij een practicum meubelmaker. In 1953 sloot hij de studies architectuur en meubelmakerij af. De twee jaar daarna werkte hij bij architectenbureau Otto Apel in Frankfurt am Main en in 1955 begon een samenwerking tussen Rams en Braun AG. Een van zijn eerste ontwerpen voor Braun, samen met Hans Gugelot en Wilhelm Wagenfeld, was de SK4, een combinatie van een platenspeler en een radio. Het was een witte kast met een doorzichtig deksel, die al gauw de bijnaam Schneewitchensarg ("doodskist van Sneeuwwitje") kreeg.
In 1956 maakte Rams zijn eerste productontwerp. In 1957 volgden de meubelontwerpen voor Otto Zapf. Deze succesvolle reeks meubels en systemen werd in de jaren zestig door Wiese Vitsø in productie genomen. Door het groeiende internationale succes van de ontwerpen voor Braun werd Rams in 1961 benoemd tot hoofd van de afdeling productontwerpen.
Sinds 1981 is Dieter Rams hoogleraar industrieel ontwerpen aan de academie voor beeldende kunsten in Hamburg. In 1984 werd hij voorzitter van de Rat für Formgebung in Frankfurt. In deze periode stelde Rams ook zijn Ten Principles for Good Design op. Volgens deze regels zijn goed ontworpen producten vanuit één paradoxaal klinkende grondgedachte vormgegeven: Een goed ontwerp is zo weinig mogelijk ontworpen. Zijn doel om het overbodige weg te laten zodat het wezenlijke tevoorschijn komt, maakt de vormen rustig, begrijpelijk en aangenaam en zorgt ervoor dat ze lang mee kunnen gaan.